# Kostel svatého Jiljí (Újezd u Tišnova)
Kostel svatého Jiljí je římskokatolický chrám v obci Újezd u Tišnova v okrese Brno-venkov. Je chráněn jako kulturní památka České republiky. Je filiálním kostelem dolnoloučské farnosti.

## Historie
Jádro kostela v Újezdě u Tišnova je raně gotické ze druhé poloviny 13. století, z té doby se dochovaly obvodové zdi lodi a rovně ukončené kněžiště. Zřejmě v 80. letech 15. století byla u severní strany lodi postavena hranolová věž s dřevěným zvonicovým patrem. V 18. století došlo k barokním úpravám presbytáře a zaklenutí lodi, asi v této době byla zřízena před západním průčelí předsíň. V letech 1845–1847 byla vybudována nová klenba lodi a barokní předsíň byla zvýšena, přičemž v jejím patře byla zřízena hudební kruchta. Asi v roce 1854 bylo dřevěné zvonicové patro věže nahrazeno současnou novogotickou zvonicí.
U kostela se nachází hřbitov.